# P.A.E. Athlitiki Enosi Larissa 1964
Il P.A.E. Athlitiki Enosi Larissa 1964 (in greco Αθλητική Ένωση Λάρισας 1964, conosciuto anche come A.E. Larissa 1964) è una società di pallacanestro maschile di Larissa, in Grecia.
Fondato nel 1928 come Gymnastikos Syllogos Larissa, nel 2006 si è fuso con la società polisportiva dell'AEL, cambiando denominazione. Gioca al Larissa Neapolis Arena (che ha una capienza di 3.958 posti) e i suoi colori sono il marrone e il bianco.